# Charitometra
Charitometra är ett släkte av sjöliljor. Charitometra ingår i familjen Charitometridae.
Kladogram enligt Catalogue of Life:
| Charitometra | \| \| Charitometra basicurva \| \| \| \| \| \| Charitometra incisa \| \| \| \| |
|              | \| \| Charitometra basicurva \| \| \| \| \| \| Charitometra incisa \| \| \| \| |
|              | Crinometra                                                                     |
|              |                                                                                |
|              | Glyptometra                                                                    |
|              |                                                                                |
|              | Monachometra                                                                   |
|              |                                                                                |
|              | Strotometra                                                                    |
|              |                                                                                |
|              | Charitometra basicurva                                                         |
|              |                                                                                |
|              | Charitometra incisa                                                            |
|              |                                                                                |

|  | Charitometra basicurva |
|  |                        |
|  | Charitometra incisa    |
|  |                        |